# Lotiforme

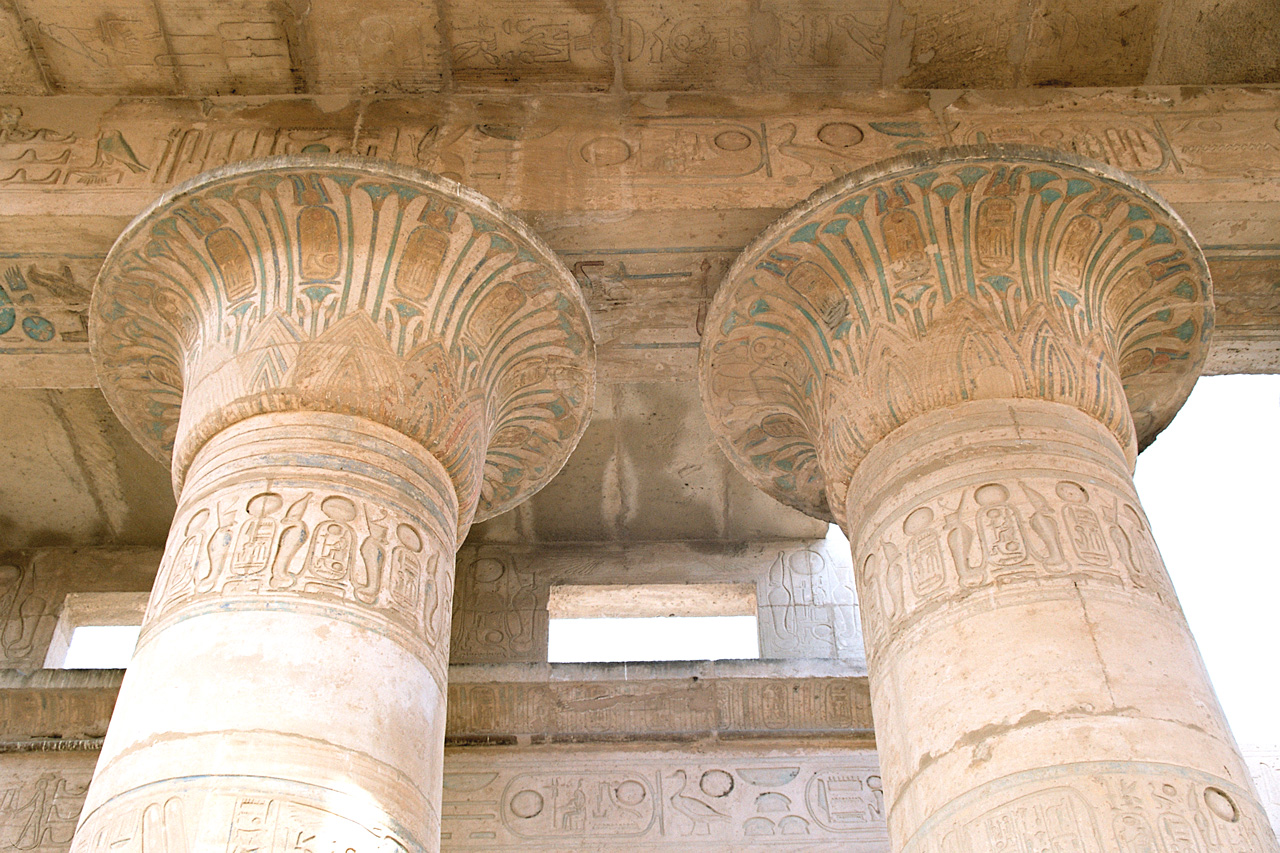
Ramesseum, donde se aprecia un capitel lotiforme.

La palabra lotiforme sirve para describir cualquier elemento arquitectónico, generalmente capiteles que tienen forma de flor de loto. En el Antiguo Egipto, la representación de la flor de loto tenía un papel importante.